# 特鲁瓦区
特鲁瓦区（法語：Arrondissement de Troyes）是法国奥布省所辖的一个区。总面积3540.4平方公里，总人口228010，人口密度64人/平方公里（2018年）。主要城镇为特鲁瓦。

## 辖区
特鲁瓦区辖有244个市镇。